# الانتخابات في المكسيك
تجرى الانتخابات في المكسيك كل 6 سنوات لانتخاب الرئيس وكل سنتين لانتخاب أعضاء الهيئة التشريعية. تحدد هذه الانتخابات من يتولى منصب رأس الدولة – الرئيس – السلطة التشريعية، على المستوى الوطني للبلاد.

## المستوى الاتحادي
تتألف الحكومة الفيدرالية في المكسيك من ثلاثة فروع للحكومة: الفروع التنفيذية والتشريعية والقضائية.
يرأس السلطة التنفيذية الرئيس الذي يتولى أيضًا رئاسة الدولة والجيش. ويتألف الفرع التشريعي من اتحاد الكونغرس وينقسم إلى مجلس أعلى ومجلس أدنى. يرأس السلطة القضائية المحكمة العليا للعدل في الأمة لكنها لا تشارك في الانتخابات الاتحادية.

### السلطة التنفيذية
يُنتَخب رئيس المكسيك لفترة ولاية مدتها ست سنوات عن طريق الانتخاب المباشر من قِبَل السكان. ويُعدّ المرشح الذي يفوز بأغلبية الأصوات هو الرئيس المنتخب. لا يجوز لأي رئيس أن يخدم أكثر من ولاية واحدة في المنصب ذاته، وعلى هذا فإن كل انتخابات رئاسية تجرى في المكسيك هي انتخابات غير شاغلة للمنصب.
لا يتم انتخاب منصب نائب الرئيس في المكسيك.

#### الأهلية
لابد أن يكون عمر المرشحين لمنصب الرئيس 35 عامًا على الأقل. ولابد أن يكونوا مواطنين مكسيكيين بالمولد، كما ينبغي أن يكون أحد أبويهم. لابد أن يكون هؤلاء السكان مقيمين في المكسيك لمدة عشرين عامًا على الأقل. وليس بوسعهم أن يتولوا منصب حاكم لولاية أو رئيس لحكومة مدينة مكسيكو لمدة ستة أشهر قبل الانتخابات.

### السلطة التشريعية
تناط السلطة التشريعية في المكسيك سنّ القوانين عن طريق كونغرس الاتحاد الذي يتألف من برلمان من مجلسين.

#### مجلس نواب المكسيك
يضم مجلس نواب المكسيك 500 عضو، ويتم انتخابهم لفترة ثلاث سنوات. يُنتخب 300 نائب في دوائر انتخابية ذات مقعد واحد بالأغلبية. وتنقسم الدوائر الانتخابية بين الولايات الـ 32 القائمة على أساس عدد السكان. ينتخب النواب الـ 200 المتبقون بنسبة التمثيل النسبي في خمس دوائر انتخابية متعددة الولايات تتألف من 40 مقعد.
ولكي يكون الحزب مؤهلًا لوضع المرشحين في الدوائر متعددة المقاعد، يجب أن يكون الحزب مرشحًا في 200 دائرة على الأقل من الدوائر الـ 300 ذات المقعد الواحد، ويجب أن يفوز بنسبة 2% على الأقل من الأصوات في تلك الانتخابات. يتم توزيع مقاعد التمثيل النسبي البالغ عددها 200 مقعد على أساس النسبة المئوية من مجموع الأصوات الوطنية التي يحصل عليها كل حزب دون أن تؤخذ في الاعتبار المقاعد التعددية البالغ عددها 300 مقعد (التصويت المتوازي). لكن منذ عام 1996، لم يعد بوسع أي حزب أن يحصل على عدد من المقاعد يتجاوز في الإجمال 8% من نتيجته على المستوى الوطني (أي أن يفوز بنسبة 50% من المقاعد التشريعية، فإن الحزب لابد أن يفوز بما لا يقل عن 42% من الأصوات على مستوى البلاد). ثمّة ثلاثة استثناءات لهذه القاعدة: الأول، أن الحزب لا يستطيع أن يخسر سوى مقاعد التمثيل النسبي بسبب هذه القاعدة (وليس المقاعد التعددية)؛ والثاني، أن الحزب لا يستطيع أن يحصل على أكثر من 300 مقعد في الإجمال (حتى ولو كان لديه أكثر من 52% من الأصوات على المستوى الوطني)؛ والثالث، يمكن للحزب أن يتجاوز هذا الحكم بنسبة 8% في حال فاز بمقاعد في الدوائر الانتخابية الفردية. ويمكن أن يخدم النواب أربع فترات متتالية.

#### مجلس شيوخ المكسيك
يضم مجلس شيوخ المكسيك 128 عضو، يتم انتخابهم لمدة ست سنوات. يرأس 96 من هذه المقاعد دوائر انتخابية تتألف من ثلاثة مقاعد (وهي تناظر الولايات الـ31 في البلاد ومدينة المكسيك، وهي المنطقة الفيدرالية السابقة التي تُمثِّل العاصمة الوطنية). وفي هذه الدوائر، يحصل الحزب على مقعدين من الأصوات، ويمنح مقعد واحد للحزب ثاني أكبر عدد من الأصوات. أما المقاعد الـ 32 المتبقية فتمنح بالتمثيل النسبي على مستوى الدولة. ويمكن أن يحدم أعضاء مجلس الشيوخ لولاية متتالية.

#### الأهلية
يجب أن يكون المرشحون لعضوية مجلس الشيوخ ناخبين مسجلين لا يقل عمرهم عن 25 سنة. ويجب أن يكونوا قد ولدوا في الولايات التي يديرون فيها أو كانوا مقيمين فيها لمدة ستة أشهر على الأقل. لابد لقضاة الانتخابات وأمين المحكمة الانتخابية والأمين التنفيذي والمدير التنفيذي للإحصاء الوطني أن يفصلوا أنفسهم عن مناصبهم لمدة ثلاث سنوات على الأقل قبل السعي للحصول على منصب تشريعي.

## الأحزاب السياسية
تتمتع المكسيك بنظام متعدد الأحزاب، إذ تهيمن ثلاثة أحزاب سياسية في البلاد. قبل عام 2000، تمتعت المكسيك بنظام حزبي واحد مهيمن في ظل الحزب الثوري المؤسساتي، وعدد من أحزاب المعارضة الأصغر حجمًا. تنتشر التحالفات والائتلافات إلى حد كبير: فهي عادة ما تكون شؤون محلية (حكومية) وتشتمل على واحد من أكبر ثلاثة أحزاب وعدد من الأحزاب الصغيرة، على الرغم من تحالف اثنين من الأحزاب الثلاثة الكبرى مناسبات غير عادية ضد الحزب الثالث (على سبيل المثال، انتخابات ولاية كوليما في عام 2003 أو انتخابات ولاية شيواوا في عام 2004).

## أهلية الناخب
لكي يتمكن جميع المواطنين المكسيكيين من التصويت، يجب أن يحصلوا على بطاقة هوية للناخبين من المعهد الوطني للانتخابات (آي إن إي). للحصول على بطاقة، يحتاج الناخبون المحتملون إلى:
- شهادة إثبات الولادة أو شهادة التجنيس في المكسيك
- نسخة عن بطاقة الهوية
- إثبات إقامة

عن طريق هذه المستندات الثلاث، يمكن للناخب المحتمل أن يطلب أوراق اعتمادع للحصول على بطاقة تصويت.

## مجتمعات السكان الأصليين
تنص المادة 2 من الدستور المكسيكي على الحكم الذاتي للمجتمعات الأصلية وفقًا «لعادات وتقاليد» تلك المجتمعات (بالإسبانية: sistema de usos y costumbres). وقد أدى ذلك إلى احتفاظ عدة مجتمعات محلية أصلية في المكسيك بأنظمة محلية خاصة، لا سيما تلك المجتمعات المتواجدة في ولاية شيران، إلى جانب المناطق التي تخضع لمجالس الحكم الرشيد.